# Мінусінський гірничо-металургійний центр
Мінусінський гірничо-металургійний центр (Хакасько-Мінусінська улоговина, Росія) — давній гірничо-металургійний центр, який з середини II тис. до Р. Х. забезпечував металами значні простори Центральної Азії й експлуатувався протягом тисячі років. 

## Опис
Родовище відрізнялось потужною зоною окиснених мідних руд (малахіт, азурит, хризокола), причому товщина покладів сягала в окремих випадках до 40 м. Давні виробки представлені ямами, траншеями, кар'єрами (іноді з розташованими у їх боках штольнями), ходками, камерами.
Виробки йшли по рудних тілах і повторювали їхню форму. Розміри численних відкритих виробок були відносно невеликими від 5—7 м до 16—20 м, глибина — близько 4 м (винятком є рудник Теміртаг глибиною майже 30 м). Для руйнування порід використовували знаряддя з каменю, дерева, кістки, рогу, а також бронзові клини й кирки. На ділянках відслонень рудних тіл використовували вогневий метод їх руйнування.
Поблизу мідних рудників виявлені численні скупчення металургійних шлаків, іноді дуже значні, що свідчить про поєднання в одній спільноті гірничої та металургійної діяльності. Тільки на одному Юлинському руднику у відвалах було накопичено близько 12тис. м3 давніх мідних шлаків. Це, з урахуванням вельми малих об'ємів печей того часу, передбачає більше 1 млн окремих плавлень, що потребувало зосередження масових зусиль багатьох поколінь чудських гірників.